# Агар (царь)
Агар (др.-греч. Άγαρος) — царь скифов второй половины IV века до н. э. Единственное упоминание Агара в источниках содержится у Диодора Сицилийского при описании династической войны в Боспорском царстве 310/309 годов до н. э. Реконструкция его биографии носит предположительный характер. Возможно, он пришёл к власти зимой 329/328 года до н. э. В это время над Скифией нависла угроза вторжения войска Александра Македонского. Впоследствии, уже после смерти Александра, Агар помогал царю одрисов Севту III и греческим городам западного Причерноморья избавиться от власти македонян.
При жизни, либо вскоре после смерти Агара, на территорию его владений с востока вторглись номады и так называемая Великая Скифия прекратила своё существование.

## Происхождение. Воцарение
В. В. Латышев указывал, что в IV веке до н. э. существовало скифское племя агаров, которое проживало в районе реки Берда на западном побережье Меотиды. Историк связывал имя царя Агара с названием этого скифского племени. А. С. Русяева и А. Б. Супруненко предположили, что Агар мог быть сыном дочери боспорского царя Левкона I и, соответственно, зятем Перисада I.
Существует мнение, что Агар мог стать царём зимой 329/328 года до н. э. На основании фрагментов из текста Арриана А. Ю. Алексеев сделал вывод, что зимой 329/328 года до н. э. в Скифии произошла смена власти. Имя правителя, который стал царём в 329/328 году до н. э., неизвестно, однако, по мнению А. Ю. Алексеева и его соавторов, им мог быть брат предыдущего царя Агар. Также они не исключают, что между 329/328 и 310 годами до н. э. произошла ещё одна или несколько смен власти, в ходе которых к власти пришёл Агар.
Согласно мнению В. В. Струве и А. М. Хазанова, Агар был не царём Скифии, а номархом — вождём одного из скифских племён. Идентификация его как царя у Диодора Сицилийского может быть следствием родственных связей с боспорскими царями.

## Сведения о военных кампаниях скифов в годы жизни Агара
В период гипотетического правления Агара на границах Скифии шёл ряд войн. Предположительно, за несколько лет до прихода к власти Агара скифы уничтожили войско македонского наместника во Фракии Зопириона, который совершил поход в Ольвию. По одной из версий, миссия Зопириона была частью плана Александра Македонского по завоеванию всего Причерноморья. Согласно данной гипотезе, Зопирион должен был захватить западную часть побережья Чёрного моря, в то время как Александр Македонский со всем войском — восточную. Гибель Зопириона расстроила его планы и побудила направиться из Бактрии на юго-восток в Индию, а не на северо-запад в Скифию. Так, при описании посольства царя Хорезма Фарасмана Арриан указывал, что тот предложил совершить совместный поход в Колхиду и Причерноморье. Александр поблагодарил Фарасмана, однако ответил, что отправится в причерноморские земли, которые населяли скифы, после покорения Индии. Посольства скифов к Александру и македонян в Скифию, которые упоминает Арриан, носили разведывательный характер. Скифы опасались вторжения в свои земли и даже предложили Александру союз, который бы скреплял брак с местной царевной. Александр, который не окончательно отказался от идеи завоевания Причерноморья, должен был получить информацию о военных силах и географии скифов. Как бы то ни было, военный поход Александра против скифов не состоялся.
Также скифы вели войны на своих восточных границах с Боспорским царством. Так, в речи Демосфена, произнесённой в 328 году до н. э., упоминается о неизвестном по имени царе скифов, который незадолго до того воевал с Перисадом I. Одновременно, после того как было уничтожено войско Зопириона, местный одрисский династ Севт решился на восстание против македонской гегемонии. Восстание Севта привело к разделению прежних владений Одрисского царства на две части с размытыми границами — под властью македонян и под властью одрисов. В этих условиях естественным союзником одрисов стали скифы, которые и сами несколько раз до этого сталкивались с угрозой македонской экспансии. В 323 году до н. э. македонским наместником Фракии стал Лисимах. В ходе последовавших после смерти Александра Македонского войн диадохов в 313 году до н. э. против Лисимаха восстали причерноморские города Каллатис, Одессос и Гистрия. Им на помощь пришли одрисы Севта и скифы. В последовавшем сражении они были разбиты, после чего Лисимах вновь осадил Каллатис.

## Участие Агара в войне в Боспорском царстве. Последние годы
После смерти в 310 году до н. э. царя Перисада I в Боспорском царстве началась война между его сыновьями. Скифы поддерживали Сатира II, который, по одной из версий, был женат на дочери Агара, в то время как его брат Евмел заручился поддержкой сарматов. В ходе сражения на реке Фат (вероятно, одного из притоков Кубани), союзное войско Евмела и сарматов отступило, однако Сатир II был тяжело ранен и вскоре умер. А. М. Хазанов отмечал, что, согласно Диодору Сицилийскому, скифы предоставили Сатиру II войско в 20 тысяч пеших воинов и 10 тысяч всадников. Преобладание пеших воинов, по мнению историка, свидетельствовало, что в это время скифы переходили к оседлому образу жизни. Также на этом основании А. М. Хазанов предполагал, что Агар был вождём одного из скифских племён, а не царём всей Скифии. А. А. Масленников отмечал, что при описании битвы на реке Фат Диодор Сицилийский не упоминает об участии в ней, в отличие от других правителей, Агара. На фоне гибели Сатира II власть в Боспорском царстве вскоре перешла к Евмелу, который приказал убить своих племянников и потенциальных наследников престола. Согласно Диодору Сицилийскому, спастись удалось лишь Парисаду, сыну Сатира II, который нашёл убежище при дворе Агара.
Е. А. Молев отмечал, что Агар, хоть и принял при своём дворе законного наследника на престол Боспорского царства, не отстаивал его права. Возможно, это было связано с тем, что, в отличие от Сатира II, Перисад не пользовался должным авторитетом и поддержкой в Боспоре. Также Агар и Евмел могли заключить мир, который предполагал войну Евмела с потенциальными врагами скифов.
Дальнейшая судьба Агара достоверно неизвестна. Однако он является последним зафиксированным в источниках царём Великой Скифии до её краха на рубеже IV—III веков до н. э. на фоне как внутренних проблем, так и вторжения номадов на востоке. Случилось ли данное событие во время жизни или после смерти Агара, неизвестно. По одной из версий, Агар мог быть захоронен в кургане Куль-Оба, по другой — в Чертомлыке.

### Исследования
- Алексеев А. Ю., Мурзин В. Ю., Ролле Р. Чертомлык / ответственный редактор П. П. Толочко. — Наукова думка. — Киев, 1991. — 406 с. — ISBN 5-12-002124-7.
- Алексеев А. Ю. Хронография Европейской Скифии VII—IV веков до н.э.. — СПб.: Издательство Государственного Эрмитажа, 2003. — ISBN 5-93572-086-8.
- Артамонов М. И. Киммерийцы и скифы. От появления на исторической арене до конца IV века до н.э.. — М.: Ломоносовъ, 2015. — ISBN 978-5-91678-245-5.
- Бельский А. Проблемы битвы на реке Фат в 309 г. до Р.Х. // Древности Кубани. Материалы семинара посвященного 85-летию Никиты Владимировича Анфимова. — Краснодар, 1997. — С. 19—21.
- Латышев В. В. Известия древних писателей о Скифии и Кавказе // Вестник древней истории. — М.; Л.: Издательство Академии наук СССР, 1947. — Вып. 22, № 4. — С. 169—291.
- Масленников А. А. Экологический кризис на Боспоре? // Проблемы истории, филологии, культуры. — 2015. — Вып. 50, № 4. — С. 74—84. — ISSN 1992-0431.
- Молев Е. А. Боспор в период эллинизма. — Нижний Новгород: Издательство ННГУ, 1994. — 140 с. — ISBN 5-230-04333-4.
- Русяева А. С., Супруненко А. Б. Исторические личности эллино-скифской эпохи (культурно-политические контакты и взаимовлияния) / Научный и ответственный редактор: член-корреспондент НАН Украины С. Д. Крыжицкий. — К.; Комсомольск: Археология, 2003. — ISBN 966-02-2455-9.
- Хазанов А. М. Социальная история скифов. Основные проблемы развития древних кочевников евразийских степей. — М.: Главная редакция восточной литературы, 1975.
- Черненко Е. В. Битва при Фате и скифская тактика // Вооружение скифов и сарматов. Сборник научных трудов. — Киев: Наукова думка, 1984. — С. 59—74.
- Billows R. Antigonos the One-eyed and the Creation of the Hellenistic State (англ.). — Berkeley; Los Angeles; London: University of California Press, 1997. — 515 p. — ISBN 0-520-06378-3.
- Heckel W. Who's Who in the Age of Alexander and his Successors. From Chaironea to Ipsos (338—301 BC) (англ.). — Barnsley: Greenhill Books, 2021. — 554 p. — ISBN 978-1-78438-648-1.
- Lund H. S. Lysimachus. A study in early Hellenistic kingship (англ.). — London; New York: Routledge, 2002. — ISBN 0-203-20684-3.